# Bodmér
Bodmér község Fejér vármegyében, a Bicskei járásban.

## Fekvése
A vármegye északnyugati részén fekszik, Csákvártól északkeletre, a Vértes keleti nyúlványai alatt. Közigazgatási területén áthalad a Söréd-Bicske közti 8126-os út, de központjába csak az abból északnyugatnak kiágazó 81 111-es számú mellékút vezet. A környező települések közül Szár 5, Alcsútdoboz 7, Bicske 11, Várgesztes 13, Tatabánya pedig 20 kilométer távolságra található.
Vasútvonal nem érinti; autóbusszal megközelíthető az 1251-es, 1253-as, 1853-as, 8002-es, és 8120-as járatokkal

## Története
A település nevét az oklevelek 1131-ben említik először, ekkor nevét Budmer alakban írták.
A falu a tatár idők után IV. László király (1272-1290) adományából (?)szállhatott a Bodmériakra, akik közül István és György használatra átadta rokonának, Vasvári Péternek, tartozékaival, illetve pusztáival (Lad, Vadpálülése, Maladnok, Szőcs, Petrestelke, Disznókút, Szemtelke, Pokoldrakottya, Németi, Csákány) együtt.
Vasvári Péter comes (ispán) – a Csák nemzetségből való István fia Péternek a szerviense - volt ekkortájt a szomszédos Boglár (Vértesboglár) birtokosa. 1325-ben e Vasvári Péter bodméri birtokát visszaadta Istvánnak és Györgynek, kivéve a Bodméron, Németiben és Csákányoson elzálogosított részeket.
1311-ben az oklevelek mint Boglárral ˙Vértesboglár) határos települést jegyezték fel.

## Közélete

### Polgármesterei
- 1990–1994: Cingulné Szelicsán Ilona (független)[7]
- 1994–1998: Rácz Imre (független)[8]
- 1998–2002: Rácz Imre (független)[9]
- 2002–2006: Rácz Imre (független)[10]
- 2006–2010: Rácz Imre (független)[11]
- 2010–2014: Balogh István László (független)[12]
- 2014–2017: Balogh István László (független)[13]
- 2017–2019: Katona László (független)[14][15]
- 2019–2024: Katona László (Fidesz-KDNP)[16]
- 2024– : Katona László (Fidesz-KDNP)[1]

A településen 2017. május 28-án időközi polgármester-választást kellett tartani, mert az addigi polgármester februárban indoklás nélkül lemondott. Mivel a választáson egyetlen jelölt – egy addigi önkormányzati képviselő – indult, az időközi választás lényegében tét nélküli volt; ezzel függhetett össze, hogy a névjegyzékben szereplő 199 választópolgárból csupán 63-an járultak az urnához, akik közül 60-an szavaztak érvényesen.

## Népesség
A település népességének változása:
| Lakosok száma | 245  | 244  | 232  | 244  | 246  | 238  | 237  |
|               | 2013 | 2014 | 2015 | 2021 | 2022 | 2023 | 2024 |

A 2011-es népszámlálás során a lakosok 87,6%-a magyarnak, 0,4% horvátnak, 0,4% németnek mondta magát (12,4% nem nyilatkozott; a kettős identitások miatt a végösszeg nagyobb lehet 100%-nál). A vallási megoszlás a következő volt: római katolikus 25,7%, református 29%, evangélikus 0,4%, görögkatolikus 0,4%, felekezeten kívüli 20,3% (23,7% nem nyilatkozott).
2022-ben a lakosság 85,4%-a vallotta magát magyarnak, 1,2% lengyelnek, 0,4-0,4% németnek, cigánynak, horvátnak és ruszinnak, 2,8% egyéb, nem hazai nemzetiségűnek (14,2% nem nyilatkozott; a kettős identitások miatt a végösszeg nagyobb lehet 100%-nál). Vallásuk szerint 20,3% volt római katolikus, 16,7% református, 0,4% evangélikus, 1,2% egyéb katolikus, 11,4% felekezeten kívüli (49,6% nem válaszolt).

## Nevezetességei
I. és II. világháborús emlékmű a falu közepén a buszmegálló parkjában. Ezzel állítottak emléket a háborúban elesett bodméri lakosoknak.
Szovjet háborús emlékmű, a falu északnyugati határában a domboldalban.
Repülős emlékmű a falu északkeleti határában, emléket állítva az óceánt átrepülő pilótáknak, akiknek itt fogyott ki az üzemanyagjuk.1931. július 16-án Endresz György és Magyar Sándor landolt Bodmér határában
Evangélikus templom:
A Vértes hegységben Bodmér (Fejér m.) magyar népe a közeli községekből idehallatszó harangszóból a következő napok időjárását próbálta megjósolni. Adatközlőm, Kiss Ferenc (szül. 1919) megfigyelte, ha a bicskei református templom reggeli harangszava Bodmérre odahallatszik, akkor nagyon hideg lesz, ha az alcsútdobozi vagy a vértesboglári, akkor eső, ha a szári, akkor szél lesz északról. Magát a harangszót is próbálták magyarázni, megfogalmazták azt, hogy mit hallottak bele a harangszóba. Kiss Ferenc szerint a csabdi evangélikus templom harangja ezt mondja: Majd így lesz, majd jobb lesz! Bodméren is azt mondják a bizakodó, kincstári optimizmussal telt emberre: Úgy beszélsz, mint a csabdi harang! Csónaki István (szül. 1914) a különböző vallásfelekezetű templomok harangjainak párbeszédét is felidézte, de nem tudta pontosan községhez kötni. Lehet, hogy a közeli Csákvárról vagy Csabdiból ered a párbeszéd, hiszen ott élnek egymás mellett katolikusok, reformátusok és evangélikusok. A református templom harangja a legnagyobb, legmélyebb hangú, lassan szól:
Egy az Isten!
Egy az Isten!
A katolikus templom harangja kisebb, magasabb hangon, gyorsabban szól:
Üdvözlégy Mária!
Üdvözlégy Mária!
Az evangélikus templom harangja a legkisebb, élesen, nagyon gyorsan szól, sőt még kételkedni is megpróbál:
Tudja Isten, van-e Isten!
Tudja Isten, van-e Isten!
Pusztatemplom: a mai temető mögötti területen helyezkedett el, köveit malomépítéshez széthordták
Sánc: a hegygerincen, a pusztatemplom maradványok mögött még részei fellelhetők